# Bernd Rudolph (Ökonom)
Bernd Rudolph (* 12. April 1944 in Bad Hall) ist ein deutscher Hochschullehrer für Kapitalmarktforschung und Finanzierung.

## Werdegang
Nach Banklehre und dem Studium der Volkswirtschaftslehre an den Universitäten in Bonn und München promovierte und habilitierte Bernd Rudolph in Bonn. Seine erste Professur erhielt er 1979 an der Johann Wolfgang Goethe-Universität in Frankfurt am Main. Nach zahlreichen Rufen an Universitäten in Deutschland und in der Schweiz folgte er 1993 dem Ruf an die Ludwig-Maximilians-Universität in München, wo er bis 2011 das Institut für Kapitalmarktforschung und Finanzierung leitete. Von 1992 bis 1999 arbeitete Rudolph auch in der Leitung des Center for Financial Studies in Frankfurt. Von 1996 bis 2004 war er Mitglied, von 1999 bis 2004 Sprecher der DFG Fachgutachtergruppe Betriebswirtschaftslehre bei der Deutschen Forschungsgemeinschaft DFG. Rudolph war Schatzmeister des Verbandes der Hochschullehrer für Betriebswirtschaft e. V. sowie stellvertretender Vorsitzender des Vereins für Socialpolitik. Rudolph war viele Jahre geschäftsführender Herausgeber der Zeitschrift Kredit und Kapital und ist Mitherausgeber der Zeitschrift für das gesamte Kreditwesen.
Zentrale Themen seiner akademischen Forschung sind die optimale Gestaltung institutioneller Rahmenbedingungen der Kapitalmärkte, Banken und Börsen sowie die ökonomische Effizienz der Ausgestaltung von Finanzinstrumenten. Seit Beginn der internationalen Finanzkrise hat er zahlreiche Fachbeiträge zur neuen Ausgestaltung der Bankregulierung publiziert.
Neben seiner wissenschaftlichen Tätigkeit ist Rudolph vielfältig mit der Praxis verbunden und war u. a. im  Aufsichtsrat von Investmentgesellschaften, in Anlageausschüssen und verschiedenen Beiräten aktiv. Seit 2014 ist er Mitglied des Aufsichtsrats der Bayerischen Landesbank in München. Seit 2004 ist er Vorsitzender des Wissenschaftlichen Beirats des Instituts für Bank- und Finanzgeschichte IbF in Frankfurt am Main, seit 2005 Vorsitzender des Wissenschaftlichen Beirats des Deutschen Aktieninstituts sowie seit 2008 wissenschaftlicher Beirat des Deutschen Derivate Verbands. Rudolph war Leiter des Arbeitskreises „Strategieentwicklung und Controlling in Banken“ der Schmalenbach-Gesellschaft e.V. Zudem ist er Mitglied in den wissenschaftlichen Beiräten des Verbands unabhängiger Vermögensverwalter Deutschland e.V. sowie des Frankfurter Instituts für Risikomanagement und Regulierung FIRM.
Bernd Rudolph ist verheiratet und hat drei Kinder.

## Ausgewählte Veröffentlichungen
- Monografien:
  - Kapitalkosten bei unsicheren Erwartungen, 1979
  - Der Deutsche Aktienindex DAX (mit B. Janßen), 1992
  - Bankenaufsicht – Theorie und Praxis der Regulierung (mit H.-P. Burghof), 1996
  - Geschichte der Sparkassenbetriebswirtschaft, 2008
  - Finanzkrisen 1931–2008 (mit J. Bähr), 2011

- Lehrbücher:
  - Derivative Finanzmarktinstrumente (mit K. Schäfer, 2005, 2010)
  - Unternehmensfinanzierung und Kapitalmarkt, 2006
  - Kreditrisikotransfer – Moderne Instrumente und Methoden (mit B. Hofmann, A. Schaber, K. Schäfer, 2007, 2012)[4]

## Tabellarischer Lebenslauf

### Lebenslauf
| Datum     | Werdegang |
| --------- | --- |
| 1944      | Geburt in Bad Hall / Österreich |
| 1964      | Allgemeine Hochschulreife |
| 1964–1966 | Banklehre Deutsche Bank in Bochum |
| 1966–1970 | Studium der Volkswirtschaftslehre in Bonn und München |
| 1970–1979 | Wissenschaftlicher Assistent am Bankseminar der Universität Bonn |
| 1972      | Promotion zum Dr. rer. pol. |
| 1978      | Habilitation im Fach Betriebswirtschaftslehre an der Universität Bonn                                                                                                   |
| 1979–1993 | Inhaber des Lehrstuhls für Kreditwirtschaft und Finanzierung, Universität Frankfurt a. M.                                                                               |
| 1992–1999 | Direktor des Instituts für Kapitalmarktforschung / Center for Financial Studies CFS                                                                                     |
| 1993–2010 | Universitätsprofessor an der Ludwig-Maximilians-Universität München, Fakultät für Betriebswirtschaft, Vorstand des Instituts für Kapitalmarktforschung und Finanzierung |
| 2011–2019 | Professor an der Steinbeis-Hochschule Berlin |
| 2001–2010 | Leiter Arbeitskreis Strategieentwicklung und Controlling in Banken der Schmalenbach-Gesellschaft                                                                        |

### Mitgliedschaften
| Datum       | Mitgliedschaften |
| ----------- | --- |
| 1996–2004   | Mitglied der Fachgutachtergruppe Betriebswirtschaftslehre bei der Deutschen Forschungsgemeinschaft DFG , Sprecher 1999–2004 |
| 2005 – 2009 | Stv. Vorsitzender des Vereins für Socialpolitik                                                                             |
| bis 2018    | Wiss. Beirat Deutsches Aktieninstitut, Frankfurt a. M.                                                                      |

### Herausgeberschaften
| Datum     | Herausgeberschaften                                |
| --------- | -------------------------------------------------- |
| 2000–2010 | Geschäftsführender Herausgeber Kredit und Kapital  |
| 2000–2005 | Mitherausgeber Perspektiven der Wirtschaftspolitik |

### Aufsichtsratsmandate
| Datum     | Aufsichtsratsmandate                        |
| --------- | ------------------------------------------- |
| 1994–2014 | Aufsichtsrat Helaba Invest, Frankfurt a. M. |
| 2013–2018 | Aufsichtsrat Bayerische Landesbank, München |
| 1997–2016 | Verwaltungsrat ifo Institut                 |